# Giancarlo Zucchetti
Giancarlo Zucchetti (* 15. Januar 1930 in Rho (Lombardei)) ist ein ehemaliger italienischer Radrennfahrer und nationaler Meister im Radsport.

## Sportliche Laufbahn
Zucchetti war im Straßenradsport aktiv. Die Coppa Caduti Nervianesi gewann er 1951. 1954 siegte er in der nationalen Meisterschaft im Straßenrennen der Amateure. 1955 war er in der Tour du Lac Léman vor John Perrin erfolgreich. Zucchetti blieb während seiner gesamten sportlichen Karriere Amateur.